# Donegal
Donegal (Dún na nGall, främlingarnas fort) är en stad i grevskapet med samma namn i Republiken Irland. Staden var under tidigt 1600-tal huvudstad i O'Donnellklanens kungarike Tyrconnell. Därefter blev den residensstad i Donegals grevskap, en status som senare förlorades till Lifford.

## Sport
Här finns bland annat klubben Four Masters, som sysslar med gaelisk fotboll.